# Oudmourtes
Les Oudmourtes (russe : Удмурты) — également appelés par le passé Votyaks ou Votiaks — sont un peuple finno-ougrien (permien) vivant dans le bassin de la Kama, une région de l'Oural en Russie. Ils vivent principalement en Oudmourtie.
Les Oudmourtes parlent l'oudmourte.

## Appellation
L'étymologie de l'endonyme des Oudmourtes n'est pas très claire. L'hypothèse selon laquelle le mot oudmourte viendrait de l'iranien anta-marta (qui peut être traduit par habitant des régions périphériques ou frontalières, voisin) a attiré une certaine attention,. En oudmourte contemporain, l'ethnonyme se compose de deux syllabes : oud (fort, puissant, élégant), et mourt (personne, homme) ; cependant la traduction du mot oudmourte par homme fort n'est pas correcte.
L'appellation russe Votyaks (russe : Вотяк), qui n'est plus d'usage, s'est probablement formée à partir de la première moitié du mot Oudmourte (oud, od, ot), auquel s'est ajouté le préfixe russe v et le suffixe yak, caractérisant les représentants d'un peuple),.

## Histoire
Les Oudmourtes semblent s'être installés sur les rives de la Kama dans cette région de l'Idel-Oural traversée par la Volga, à l'ouest des villes russes de Perm et Iekaterinbourg et à l'est de Nijni Novgorod. À la fin du premier millénaire de notre ère, ils sont sous le contrôle du Khanat bulgare de la Volga.
Tout comme leurs voisins turcophones Tatars, Tchouvaches et Bachkirs et d'autres peuples parlant une langue finno-ougrienne comme les Mordves et les Maris (ou Tchérémisses), les Oudmourtes sont soumis par la Horde d'or au XIIIe siècle, puis sont sujets aux XIVe et XVe siècles du khanat de Kazan. L'ensemble de ces peuples passe sous la tutelle russe à l'époque d'Ivan IV le Terrible, en 1552 ; cependant, les Oudmourtes du Nord, qui sont sous le contrôle de la république de Viatka (ru), font déjà partie de la Moscovie depuis 1489, date où la république de Viatka est annexée par la Moscovie. Tous ces peuples sont en majeure partie convertis à l'islam avant que l'annexion par la Russie propage chez eux le christianisme orthodoxe.
Les Oudmourtes commencent à avoir un rôle dans leur gouvernement en 1920, avec la création de l'oblast autonome votiak, puis dans les entités administratives successives : oblast autonome oudmourte de 1920 à 1932, république socialiste soviétique autonome oudmourte à partir de 1934, et république d'Oudmourtie depuis 1991.

## Démographie

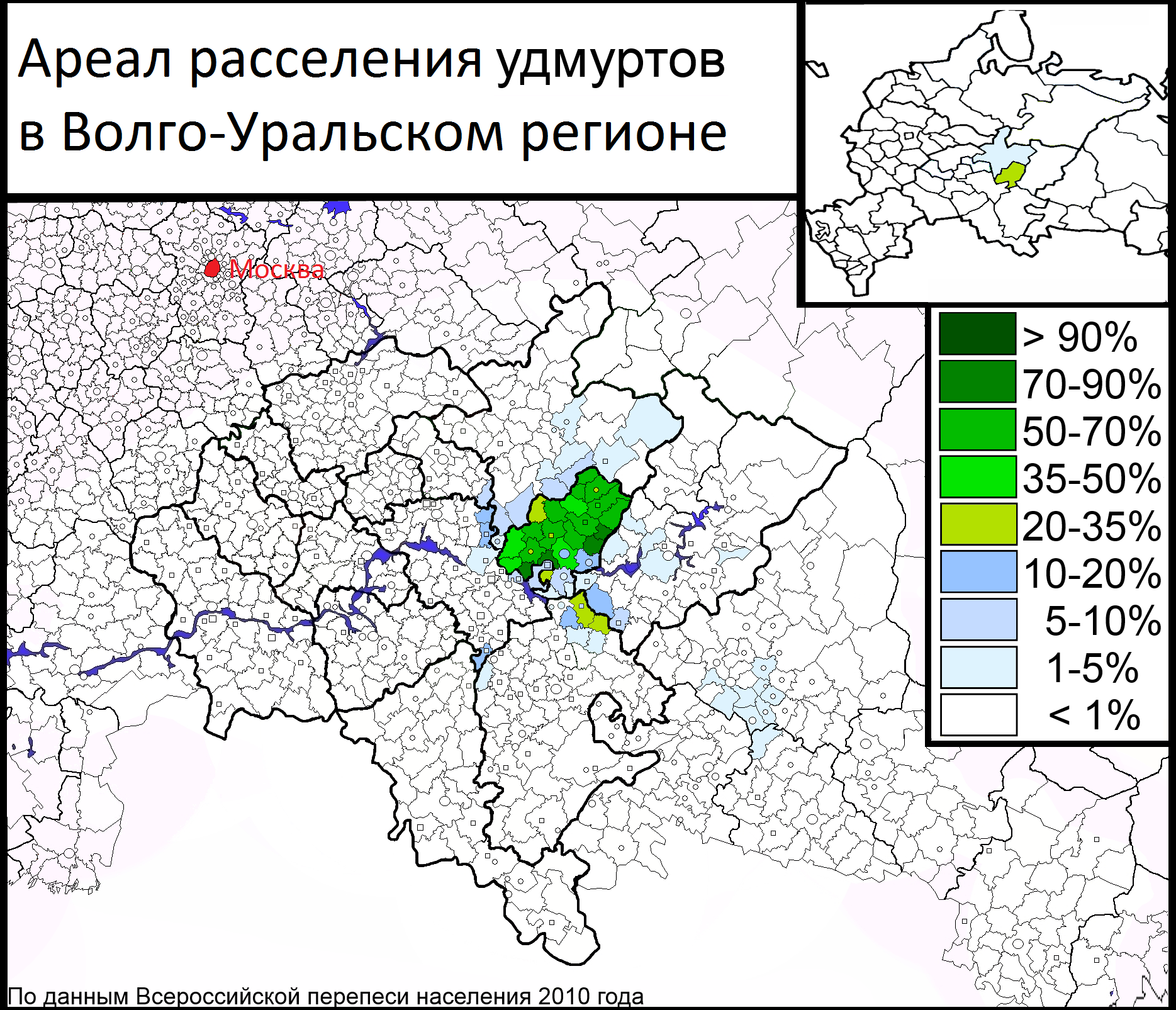
Aire de répartition des Oudmourtes au sein de la région Idel-Oural.

La population oudmourte est d'un peu plus de 550 000 habitants en Russie, répartie principalement dans deux républiques autonomes :
- l'Oudmourtie, qui comptait 1 619 000 habitants en 1990, dont environ 32 % d'Oudmourtes (497 000 personnes) ;
- la République de Tatarie ou Tatarstan, voisine de la première, qui compte entre 3,5 et 4 millions d'habitants et où les Oudmourtes représentent 5,9 % de la population, soit entre 205 000 et 235 000 personnes.

Selon les données du recensement de 2010, le niveau d'éducation des Oudmourtes de Russie est sensiblement inférieur à la moyenne de la Fédération : seulement 11,1 % des Oudmourtes détenaient un diplôme supérieur ou universitaire, contre 23,4 % en moyenne pour la population totale de la Russie.

## Culture

### Vie traditionnelle
L'activité traditionnelle des Oudmourtes était l'agriculture, l'élevage, et dans une moindre mesure le maraîchage. Les cultures les plus répandues étaient le seigle, le blé, l'orge, l'avoine, le sarrasin, le panic, le chanvre et le lin ; ils élevaient du bétail destiné à la culture des sols, des bovins, des porcs, des ovins et des gallinacés. Leur production maraîchère était principalement constituée de choux, de rutabaga et de cucurbitacées. La chasse, la pêche, l'apiculture et la cueillette jouaient un rôle important dans leur mode de vie. De nos jours, les racines des Oudmourtes restent essentiellement rurales.
L'artisanat développé par les Oudmourtes comprenait le travail du bois, la récolte de résine, la meunerie, le filage, le tissage, le tricotage et la broderie. À partir du XVIIIe siècle, des éléments de métallurgie et de travail des métaux commencent à apparaître.
L'habitat typique est l'isba, dont le toit est à double pente et en bois. À partir du XXe siècle, chez les plus aisés, la maison est à cinq murs ou à deux étages, avec une partie pour l'hiver et une partie pour l'été.
La cellule sociale de base est le voisinage (bouskel - russe : бускель), composé de quelques familles plus ou moins apparentées.

### Cuisine

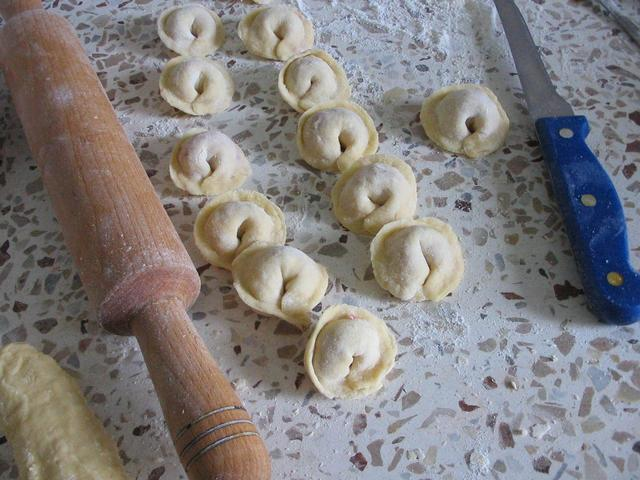
Pelmeni, un plat courant de la cuisine oudmourte.

Les Oudmourtes ont une alimentation mêlant viandes et végétaux. La présence de fruits de la cueillette y est notable : champignons, baies, herbes... Différentes soupes peuvent être trouvées, aux pâtes, aux champignons, à base de gruau, ou de choux, voire okrochka. Les produits laitiers les plus utilisés sont le tvorog et le lait fermenté, dont la ryajenka. La viande peut être hachée ou rôtie, mais elle est plus souvent bouillie ou consommée en gelée ou sous forme de saucisses. Les plats les plus typiques sont les pelmeni et les blinis (voir cuisine oudmourte (en)).
En termes de boissons, les plus populaires sont le kvas, le mors, la bière, l'hydromel et l'eau de vie maison.

### Langue
La langue maternelle des Oudmourtes est l'oudmourte, une langue ouralienne finno-ougrienne, qui fait partie de la branche des langues permiennes à l'instar du komi-permiak et du komi-zyriène. Dans les faits, les Oudmourtes parlent aussi le russe.
La recherche linguistique sur la langue oudmourte et sur sa notation s'est faite au XIXe siècle en Hongrie et en Finlande.

### Religion

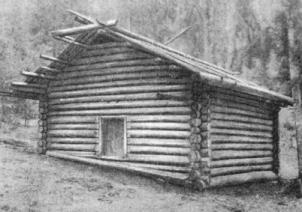
Kouala du début du XXe siècle en Oudmourtie.

La religion la plus répandue chez les Oudmourtes est le christianisme orthodoxe. Cependant, des traces de religions païennes antérieures à la christianisation peuvent être trouvées (voir la religion oudmourte, Oudmourt Vos (en), et la mythologie oudmourte (ru)).
Le lieu saint des Oudmourtes est la kouala (ru) ; elle se trouve généralement dans la cour du prêtre, ou dans la forêt. Construite comme une petite cabane, elle ne présente pas de signe particulier, mais l'intérieur comme l'extérieur sont considérés comme sacrés.

### Patrimoine spirituel
Le folklore des Oudmourtes est fait de mythes, de légendes, de contes (magiques, sur les animaux ou réalistes) et de mystères. Les œuvres lyriques y occupent une place centrale, et le genre épique en est quasiment absent, représenté seulement par les légendes des bogatyrs du cercle de Dondinsk (ru) (plusieurs tentatives ont été faites pour intégrer ces légendes au Kalevipoeg).
Les Oudmourtes ont une tradition musicale et de danses ; les danses sont très simples : rondes, danses à trois ou à quatre. Les instruments de musique historiques sont le gousli, la guimbarde, le pipeau et la flûte, la cornemuse, etc. De nos jours, la balalaïka, le violon, le garmon et la guitare se sont substitués aux instruments traditionnels.
La mythologie populaire est proche de celle des autres peuples finno-ougriens. Elle est caractérisée par une cosmologie basée sur la lutte entre le bien et le mal, une division du monde en trois espaces (haut, intermédiaire et bas), et un culte d'une entité céleste créatrice de l'univers. La déité supérieure est Inmar (ru), même si Kyldysin (ru) est également très estimé. Le dieu du mal est Sheitan. Le dieu du foyer, protecteur du peuple, est Vorchoud (ru). De nombreux esprits mineurs existent également. L'influence de l'islam et du christianisme est perceptible, notamment dans le calendrier religieux et les sujets mythologiques. Il n'a pas été retrouvé d'image des dieux, mais l'ethnographie du XIXe siècle rapporte la présence d'idoles de bois ou d'argent chez les Oudmourtes.
Le clergé présentait différents rôles, dont le prêtre (oudmourte : вӧсясь), le guérisseur (oudmourte : туно), et le sacrificateur (oudmourte : парчась). On peut compter au nombre des membres du clergé le töro (oudmourte : тӧро), personne respectable qui doit impérativement assister à toutes les cérémonies.
Les bois étaient considérés comme sacrés ; certains arbres portaient une connotation sacrée particulière (bouleau, épicéa, pin, sorbier, aulne).

## Personnalités oudmourtes
- Bouranovskie Babouchki, groupe de grand-mères oudmourtes
- Sergueï Belykh (ru), ethnologue
- Kuzebay Gerd, poète
- Albert Razine, activiste s'étant immolé par le feu le 10 septembre 2019 pour protester contre la disparition de sa culture